# Zatrephes nitida
Zatrephes nitida är en fjärilsart som beskrevs av Rothschild 1909. Zatrephes nitida ingår i släktet Zatrephes och familjen björnspinnare. Inga underarter finns listade i Catalogue of Life.

## Bildgalleri

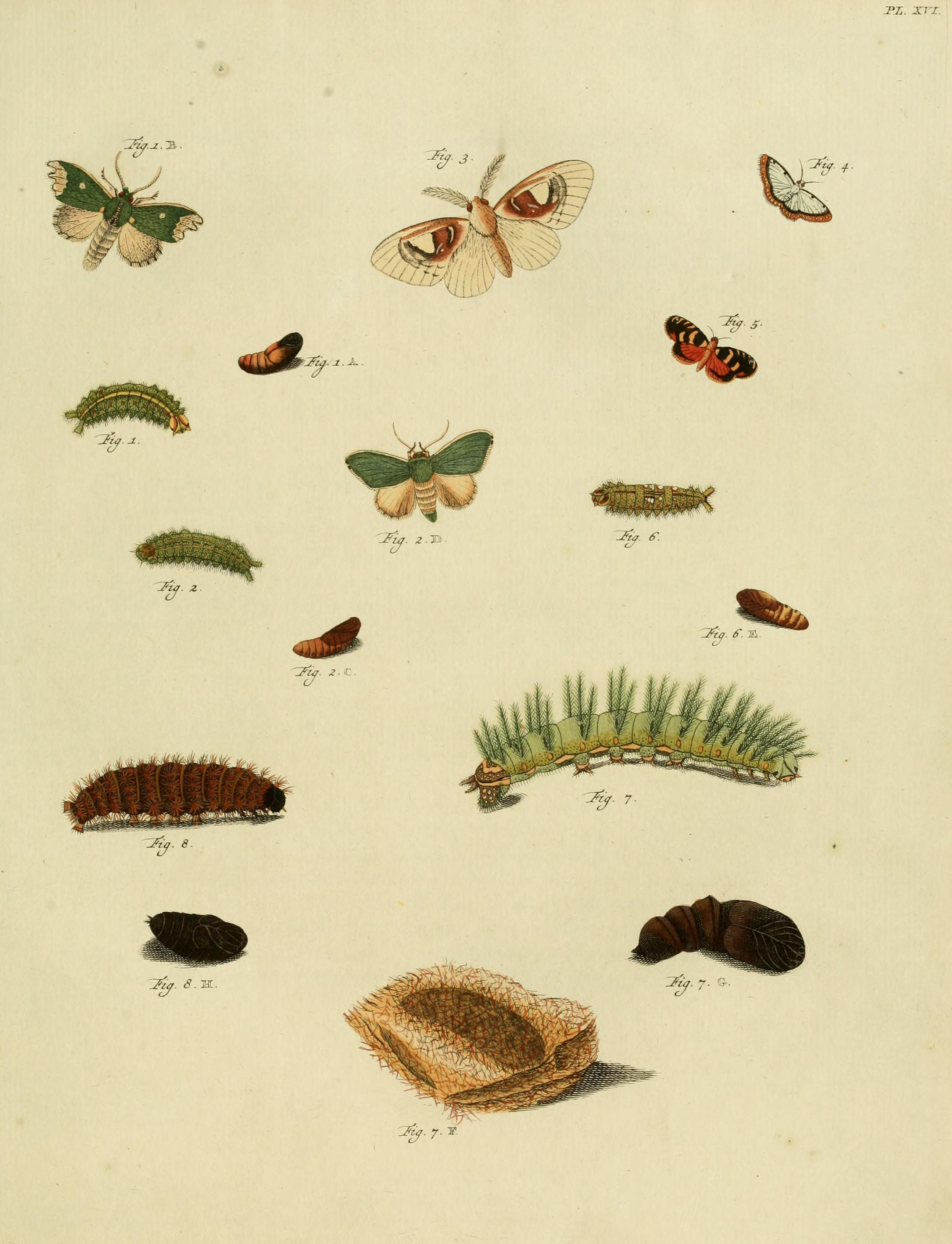
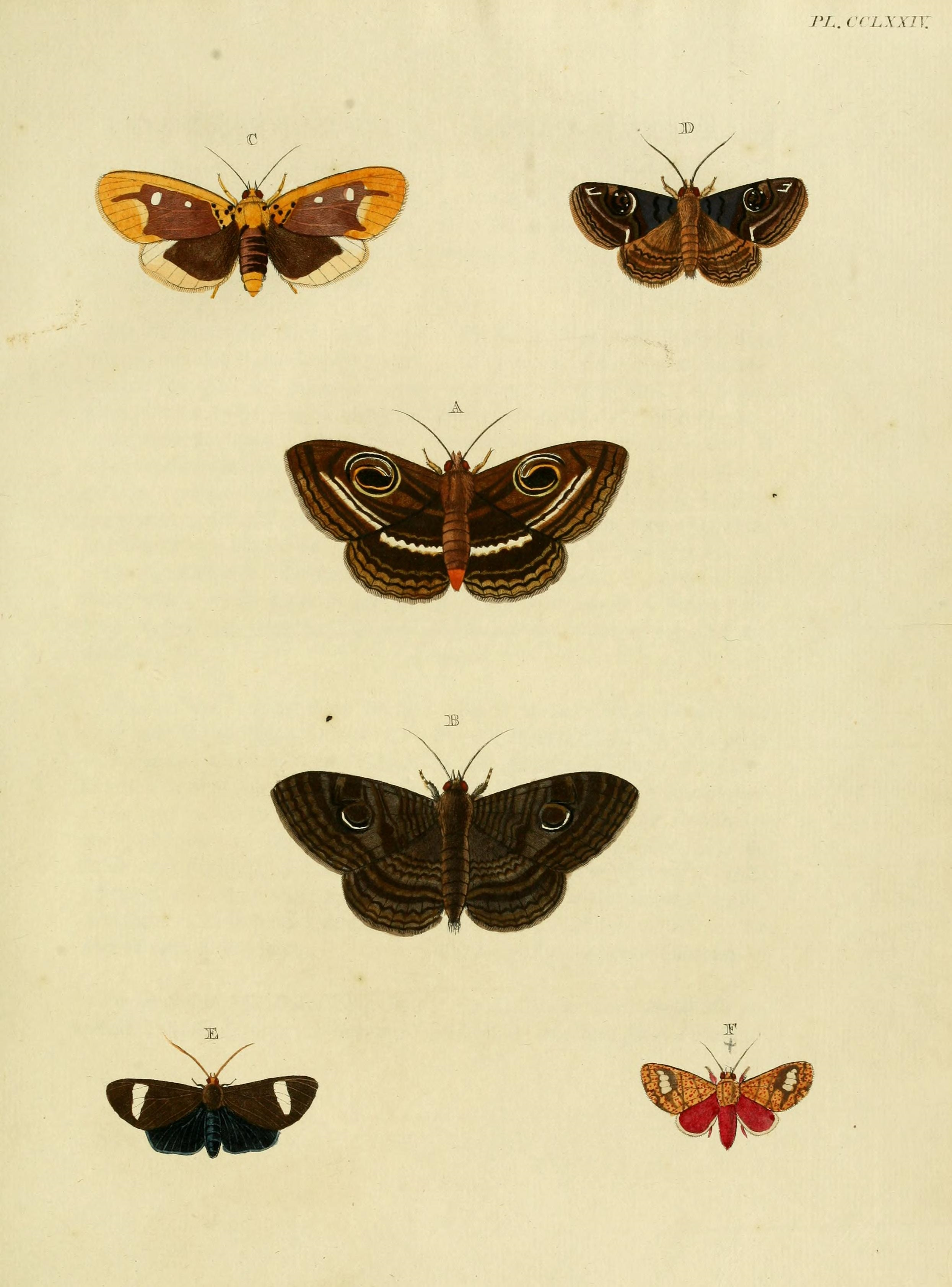